# Fred Hargesheimer
Fred Hargesheimer (Rochester, Minnesota, 16 de maio de 1916 - Lincoln, Nebraska, 23 de dezembro de 2010) foi um militar e filantropo norte-americano. Ele foi piloto da Força Aérea do Exército dos Estados Unidos da América e teve seu avião derrubado enquanto sobrevoava a Nova Guiné, em junho de 1943, em meio a Segunda Guerra Mundial. Ele mais tarde se tornou um filantropo que ajudou a vila que o havia escondido dos japoneses.